# Fotoelektrochemiczna redukcja tlenku węgla(IV)
Fotoelektrochemiczna redukcja tlenku węgla(IV) – proces, w którym dwutlenek węgla jest redukowany do tlenku węgla lub węglowodorów w wyniku światła padającego na półprzewodnik o odpowiedniej przerwie wzbronionej. Absorbcja światła skutkuje powstaniem par dziura-elektron, które są zdolne do kolejno utleniania oraz redukcji związków chemicznych, m.in. CO2.

## Historia
Stale zwiększająca się ilość dwutlenku węgla w atmosferze oraz korzystanie z paliw kopalnych napawają obawą o kondycję środowiska naturalnego, przyszłe zaopatrzenie w energię oraz wpływ na zmianę klimatu. W ciągu ostatnich 40 lat światowa gospodarka wzrosła czterokrotnie – fakt ten ma ogromny wpływ na ilość uwalnianego CO2 do atmosfery w wyniku spalania ropy naftowej, węgla, gazu czy benzyny. Ludzka działalność powoduje, że do atmosfery uwalniane jest około 37Gt dwutlenku węgla rocznie. Szacuje się, że w 2035 roku ilość emitowanego do atmosfery CO2 będzie wynosiła od 26 do 43 Gt. Różnica między tymi wartościami zależna jest od tego, jak duży nacisk będzie kładziony na ochronę środowiska, w jakim stopniu wykorzystane zostaną odnawialne źródła energii oraz od stopnia rozwoju gospodarki. Jednocześnie zapotrzebowanie na energię stale rośnie, w 2010 wskaźnik globalnego zużycia energii wynosił 15-17 TW i przewiduje się, że do 2050 wzrośnie on do 25-27 TW. W 2011 81% energii pochodziło z paliw kopalnych, źródła odnawialne stanowiły zaledwie 13%. W 2017 roku energia odnawialna stanowiła jedną czwartą wyprodukowanej energii elektrycznej. W roku 2020 zaobserwowano 1,4% wzrost emisji CO2 względem lat 2014–2016 – mimo większego wkładu energii odnawialnej w całkowitą jej produkcję. Energia, którą można produkować, wykorzystując wiatr, biomasę czy źródła geotermalne, nie pozwoliłaby na pokrycie globalnego zapotrzebowania. Rozwiązaniem jest wykorzystanie energii słonecznej – ilość energii, jaka dociera do Ziemi w ciągu godziny, wystarczyłaby na pokrycie rocznego zapotrzebowania na energię. Promieniowanie słoneczne jest niewątpliwie największym źródłem odnawialnej energii spośród wszystkich niekonwencjonalnych źródeł energii. Jednak aby wykorzystać energię słoneczną i całkowicie uniezależnić się od paliw kopalnych, należy znaleźć technologię, która pozwalałaby na przechwycenie, konwersję i magazynowanie energii słonecznej w sposób niezależny od cyklu dobowego. Z tego względu poszukuje się wydajnego procesu konwersji energii słonecznej do biopaliw, które powstają w procesie fotoelektrochemicznej redukcji CO2, takich jak metan czy metanol, oraz wodór w procesie fotolizy wody.

## Tlenek miedzi(I)
Tlenek miedzi(I) jest półprzewodnikiem typu p, wykorzystywanym jako fotokatalizator w ogniwach słonecznych do redukcji wody czy dwutlenku węgla. Charakteryzuje się wąskim pasmem wzbronionym o energii równej 2-2,2 eV. Absorbuje on promieniowanie o długości fali poniżej 600 nm, co odpowiada podanej przerwie pasmowej. Tlenek miedzi(I) cieszy się szerokim zainteresowaniem ze względu na fakt, że jest łatwo dostępny, tani, nietoksyczny oraz posiada wysoki współczynnik absorpcji promieniowania. Te cechy powodują, że związek ten jest obiecującym materiałem do produkcji urządzeń przetwarzających energię słoneczną. Ze względu na prostotę techniki, możliwość kontroli grubości oraz składu osadzanej warstwy najpopularniejszą metodą syntezy jest elektroosadzanie.

## Tlenek tytanu(IV)
Tlenek tytanu(IV) jest szeroko stosowanym związkiem nieorganicznym, który wykorzystuje się do produkcji kosmetyków, pigmentów, w elektronice, ale przede wszystkim jako fotokatalizator. Tlenek tytanu(IV) występuje naturalnie w przyrodzie w trzech odmianach polimorficznych:
• Anataz (forma tetragonalna, a = b =3,785 Å, c = 9,54 Å)
Anataz jest jedną z odmian polimorficznych TiO2, jest stabilny w niskich temperaturach (< 600 °C). Dzięki szerszemu pasmu wzbronionemu, wysoko rozwiniętej powierzchni i wysokiej porowatości aktywność fotokatalityczna anatazu jest większa niż dla innych odmian polimorficznych TiO2. Jednym z głównych czynników ograniczającym aktywność fotokatalityczną anatazu jest szybkość rekombinacji fotogenerowanych par dziura-elektron. Problemem jest również niska wydajność kwantowa oraz fakt, że anataz absorbuje promieniowanie głównie w zakresie UV. Dlatego też naukowcy próbują rozwiązać ten problem, domieszkowując TiO2.
• Rutyl (forma tetragonalna, a = b = 4,593 Å, c = 2,959 Å)
Jest najtrwalszą i najbardziej rozpowszechnioną odmianą polimorficzną tlenku tytanu(IV), często występujący w skałach magmowych i metamorficznych. Jest odporny na działanie kwasów i zasad, cechuje się wysoką temperaturą topnienia, jest kruchym minerałem. Jego czysta forma jest bezbarwna, jednak częściej spotyka się odmiany czerwonoczarne lub brunatnoczerwone, ze względu na zanieczyszczenia, jakie się w nim znajdują. Szerokie pasmo tego półprzewodnika oraz jego właściwości dielektryczne sprawiają, że ta forma tlenku tytanu(IV) cieszy się szerokim zainteresowaniem pod kątem fotoelektrochemii.
• Brukit (forma rombowa, a = 5,143 Å, b = 5,456 Å, c = 9,182 Å)
Brukit, podobnie jak rutyl, znajduje się w skałach magmowych i metamorficznych. Jest kruchy, można go spotkać w różnych barwach, od żółtej, poprzez czerwoną aż do złocistobrunatnej. Jest produktem rozkładu innych minerałów zawierających tytan. Ma on znaczenie w kolekcjonerstwie i czasem wykorzystuje się go w jubilerstwie.
Wysoka mobilność nośników ładunku sprawia, że anataz jest najbardziej aktywną fotokatalitycznie odmianą polimorficzną tlenku tytanu(IV). W temperaturze powyżej 600 °C anataz przekształca się w termodynamicznie stabilniejszy rutyl, który z kolei jest mniej reaktywny oraz wykazuje mniejszą fotoaktywność.
Zastosowany w pracy badawczej tlenek tytanu(IV) – P25 składa się z anatazu (15%) oraz rutylu (85%). Jest półprzewodnikiem typu n, który charakteryzuje się wysoką reaktywnością oraz stabilnością chemiczną. Jest związkiem tanim, nietoksycznym oraz odpornym na fotokorozję. Jest również wyjątkowo odpornym materiałem na wodne roztwory elektrolitów. Przerwa wzbroniona dla anatazu wynosi 3,2 eV, natomiast dla rutylu 3,0 eV. Anataz charakteryzuje się lepszymi właściwościami z punktu widzenia fotoelektrochemii i tę właśnie formę wykorzystuje się do fotokatalizowanych reakcji ze względu na większą powierzchnię, stabilność oraz wyższą aktywność w porównaniu do rutylu. Okazuje się jednak, że optymalną fotokatalityczną wydajność można uzyskać poprzez zmieszanie anatazu oraz rutylu w odpowiedniej proporcji. Takie połączenie skutkuje zmniejszeniem rekombinacji ładunków poprzez tworzenie studni energetycznych – wprowadzenie niższego poziomu energetycznego rutylu. Główną wadę TiO2 stanowi duża przerwa pasmowa.